# Wander Johannes de Haas

Wander Johannes de Haas

Wander Johannes de Haas (n. 2 martie 1878 - d. 26 aprilie 1960)  a fost un fizician și matematician neerlandez, cunoscut pentru efectul Einstein-de Haas, Șubnikov-de Haas și de Haas-van Alphen.
A fost ginerele fizicianului Hendrik Lorentz.

## Legături externe
- en  Prezentare la HistoryOfScience.nl
- en  Biografie la iLorentz.org